# Brentford F.C. mùa giải 2016–17
Mùa giải 2016-17 là mùa giải thứ 127 của Brentford và là mùa giải thứ ba liên tiếp tại Championship. Câu lạc bộ cũng thi đấu ở Cúp FA và League Cup. Mùa giải diễn ra trong giai đoạn từ ngày 1 tháng 7 năm 2016 đến ngày 30 tháng 6 năm 2017.

#### Biểu trưng mới
Ngày 10 tháng Mười Một, Brentford thông báo về một biểu trưng mới sẽ được sử dụng kể từ mùa giải 2017-18. Với một biểu trưng hình tròn mang kiểu dáng hiện đại và thoáng hơn, thiết kế này dựa trên biểu trưng được sử dụng trong giai đoạn 1972-75.

## Chuyển nhượng và cho mượn

### Chuyển nhượng đến
| Cầu thủ chuyển nhượng đến | Cầu thủ chuyển nhượng đến | Cầu thủ chuyển nhượng đến | Cầu thủ chuyển nhượng đến | Cầu thủ chuyển nhượng đến | Cầu thủ chuyển nhượng đến |
| Ngày                      | Vị trí                    | Tên                       | Câu lạc bộ trước          | Mức phí                   | Tham khảo                 |
| ------------------------- | ------------------------- | ------------------------- | ------------------------- | ------------------------- | ------------------------- |
| 1 tháng 7 năm 2016        | GK                        | Daniel Bentley            | Southend United           | Đền bù                    | [ 3 ]                     |
| 1 tháng 7 năm 2016        | DF                        | Jarvis Edobor             | Chalfont St Peter         | n/a                       | [ 4 ]                     |
| 1 tháng 7 năm 2016        | DF                        | John Egan                 | Gillingham                | Đền bù                    | [ 5 ]                     |
| 1 tháng 7 năm 2016        | GK                        | Dominic Kurasik           | Stoke City                | Tự do                     | [ 4 ]                     |
| 1 tháng 7 năm 2016        | GK                        | Dimi Kyriatzis            | Henley Town               | Tự do                     | [ 4 ]                     |
| 1 tháng 7 năm 2016        | MF                        | Romaine Sawyers           | Walsall                   | Miễn phí                  | [ 6 ]                     |
| 1 tháng 7 năm 2016        | DF                        | Lukas Talbro              | Odense                    | n/a                       | [ 4 ]                     |
| 14 tháng 7 năm 2016       | FW                        | Marc Río                  | FC Barcelona              | Miễn phí                  | [ 7 ]                     |
| 18 tháng 7 năm 2016       | FW                        | Justin Shaibu             | Køge                      | Không tiết lộ             | [ 8 ]                     |
| 6 tháng 8 năm 2016        | DF                        | Ilias Chatzitheodoridis   | Arsenal                   | Miễn phí                  | [ 9 ]                     |
| 9 tháng 8 năm 2016        | MF                        | Emmanuel Ledesma          | Rotherham United          | Không hợp đồng            | [ 10 ]                    |
| 31 tháng 8 năm 2016       | DF                        | Rico Henry                | Walsall                   | £1.500.000                | [ 11 ]                    |
| 1 tháng 9 năm 2016        | MF                        | Raphael Assibey-Mensah    | 1. FSV Mainz 05           | Tự do                     | [ 12 ]                    |
| 10 tháng 1 năm 2017       | FW                        | Henrik Johansson          | Halmstad                  | Không tiết lộ             | [ 13 ]                    |
| 27 tháng 1 năm 2017       | MF                        | Florian Jozefzoon         | PSV Eindhoven             | Không tiết lộ             | [ 14 ]                    |
| 31 tháng 1 năm 2017       | FW                        | Jan Novak                 | NK Krka                   | Không tiết lộ             | [ 15 ]                    |
| 31 tháng 1 năm 2017       | MF                        | Sergi Canós               | Norwich City              | Không tiết lộ             | [ 16 ]                    |
| 14 tháng 3 năm 2017       | FW                        | Joe Hardy                 | Manchester City           | Không tiết lộ             | [ 17 ]                    |

### Cho mượn đến
| Cầu thủ cho mượn đến | Cầu thủ cho mượn đến | Cầu thủ cho mượn đến | Cầu thủ cho mượn đến | Cầu thủ cho mượn đến | Cầu thủ cho mượn đến |
| Từ ngày              | Vị trí               | Tên                  | Câu lạc bộ chủ quản  | Ngày kết thúc        | Tham khảo            |
| -------------------- | -------------------- | -------------------- | -------------------- | -------------------- | -------------------- |
| 30 tháng 7 năm 2016  | DF                   | Callum Elder         | Leicester City       | 31 tháng 1 năm 2017  | [ 18 ]               |
| 31 tháng 8 năm 2016  | MF                   | Sullay Kaikai        | Crystal Palace       | 2 tháng 1 năm 2017   | [ 19 ]               |

### Chuyển nhượng đi
| Cầu thủ chuyển nhượng đi | Cầu thủ chuyển nhượng đi | Cầu thủ chuyển nhượng đi | Cầu thủ chuyển nhượng đi | Cầu thủ chuyển nhượng đi | Cầu thủ chuyển nhượng đi |
| Ngày                     | Vị trí                   | Tên                      | Câu lạc bộ đến           | Mức phí                  | Tham khảo                |
| ------------------------ | ------------------------ | ------------------------ | ------------------------ | ------------------------ | ------------------------ |
| 1 tháng 7 năm 2016       | DF                       | Jake Bidwell             | Queens Park Rangers      | Không tiết lộ            | [ 20 ]                   |
| 8 tháng 7 năm 2016       | DF                       | Jack O'Connell           | Sheffield United         | Không tiết lộ            | [ 21 ]                   |
| 19 tháng 7 năm 2016      | GK                       | David Button             | Fulham                   | Không tiết lộ            |                          |
| 20 tháng 1 năm 2017      | MF                       | Sam Saunders             | Wycombe Wanderers        | Miễn phí                 | [ 22 ]                   |
| 31 tháng 1 năm 2017      | FW                       | Scott Hogan              | Aston Villa              | Không tiết lộ            | [ 23 ]                   |

### Cho mượn đi
| Cầu thủ cho mượn đi | Cầu thủ cho mượn đi | Cầu thủ cho mượn đi | Cầu thủ cho mượn đi | Cầu thủ cho mượn đi | Cầu thủ cho mượn đi |
| Từ ngày             | Vị trí              | Tên                 | Câu lạc bộ đến      | Ngày kết thúc       | Tham khảo           |
| ------------------- | ------------------- | ------------------- | ------------------- | ------------------- | ------------------- |
| 8 tháng 8 năm 2016  | MF                  | Akaki Gogia         | Dynamo Dresden      | Kết thúc mùa giải   | [ 24 ]              |
| 1 tháng 1 năm 2017  | DF                  | Manny Onariase      | Cheltenham Town     | Kết thúc mùa giải   | [ 25 ]              |
| 20 tháng 1 năm 2017 | MF                  | Jan Holldack        | Wuppertaler SV      | Kết thúc mùa giải   | [ 26 ]              |

### Cầu thủ giải phóng hợp đồng
| Cầu thủ giải phóng hợp đồng | Cầu thủ giải phóng hợp đồng | Cầu thủ giải phóng hợp đồng | Cầu thủ giải phóng hợp đồng | Cầu thủ giải phóng hợp đồng | Cầu thủ giải phóng hợp đồng |
| Ngày                        | Vị trí                      | Tên                         | Câu lạc bộ đến              | Ngày gia nhập               | Tham khảo                   |
| --------------------------- | --------------------------- | --------------------------- | --------------------------- | --------------------------- | --------------------------- |
| 31 tháng 8 năm 2016         | MF                          | Emmanuel Ledesma            | Panetolikos                 | 31 tháng 8 năm 2016         | [ 27 ]                      |
| 25 tháng 2 năm 2017         | DF                          | Nathan Fox                  | Cray Wanderers              | 25 tháng 2 năm 2017         | [ 28 ]                      |
| 30 tháng 6 năm 2017         | FW                          | Luke Dunn                   | Walton & Hersham            | n/a                         | [ 29 ]                      |
| 30 tháng 6 năm 2017         | MF                          | James Ferry                 | Stevenage                   | 1 tháng 7 năm 2017          | [ 30 ]                      |
| 30 tháng 6 năm 2017         | FW                          | Seika Jatta                 | Miễn phí agent              |                             | [ 29 ]                      |
| 30 tháng 6 năm 2017         | GK                          | Dominic Kurasik             | Colchester United           | 31 tháng 7 năm 2017         | [ 29 ]                      |
| 30 tháng 6 năm 2017         | GK                          | Dimi Kyriatzis              | Hayes & Yeading United      | 14 tháng 10 năm 2017        | [ 29 ]                      |
| 30 tháng 6 năm 2017         | MF                          | Kyjuon Marsh-Brown          | Bedford Town                | 1 tháng 9 năm 2017          | [ 29 ]                      |
| 30 tháng 6 năm 2017         | DF                          | Alan McCormack              | Luton Town                  | 1 tháng 7 năm 2017          | [ 31 ]                      |
| 30 tháng 6 năm 2017         | FW                          | Danny Parish                | Concord Rangers             | tháng 9 năm 2017            | [ 29 ]                      |
| 30 tháng 6 năm 2017         | FW                          | Marc Río                    | UA Horta                    | tháng 7 năm 2017            | [ 29 ]                      |

## Trước mùa giải
Ngày 3 tháng 5 năm 2016, Brentford thông báo lịch thi đấu trước mùa giải cho mùa 2016-17 sắp tới. Brentford sẽ di chuyển đến vùng Tây Bắc nước Đức dể tập luyện từ ngày 9 đến ngày 15 tháng Bảy bao gồm một trận giao hữu với VfL Bochum vào ngày 13 tháng Bảy. Brentford sẽ thi đấu trận vinh danh với Millwall cho cựu đổi trưởng Tony Craig đã thi đấu 127 trận cho Brentford.
| 8 tháng 7 năm 2016 Giao hữu | Boreham Wood               | 2-1      | Brentford   | Borehamwood               |  |
| 19:30 BST                   | Andrade 17' · Clifford 60' | Chi tiết | Macleod 87' | Sân vận động: Meadow Park |  |

| 13 tháng 7 năm 2016 Giao hữu | VfL Bochum | 0-1      | Brentford | Bochum, Đức               |  |
| 19:00 CEST                   |            | Chi tiết | Hogan 36' | Sân vận động: Ruhrstadion |  |

| 19 tháng 7 năm 2016 Giao hữu | Wycombe Wanderers | 1-1      | Brentford | High Wycombe                                   |  |
| 19:45 BST                    | Southwell 77'     | Chi tiết | Egan 39'  | Sân vận động: Adams Park Lượng khán giả: 1.338 |  |

| 23 tháng 7 năm 2016 Giao hữu | Brentford       | 1-1      | 1. FC Kaiserslautern | Brentford, Luân Đôn                              |  |
| 15:00 BST                    | Ring 47' (l.n.) | Chi tiết | Pich 53'             | Sân vận động: Griffin Park Trọng tài: Gavin Ward |  |

| 26 tháng 7 năm 2016 Giao hữu | Brentford | 0-1      | Peterborough United | Brentford, Luân Đôn                              |  |
| 19:45 BST                    |           | Chi tiết | P. Taylor 3'        | Sân vận động: Griffin Park Trọng tài: Gavin Ward |  |

| 30 tháng 7 năm 2016 Testimonial | Millwall    | 1-1      | Brentford | Bermondsey, Luân Đôn                        |  |
| 15:00 BST                       | Morison 28' | Chi tiết | Barbet 6' | Sân vận động: The Den Lượng khán giả: 1.951 |  |

## Championship

### Tóm tắt kết quả giải quốc nội
| Tổng thể | Tổng thể | Tổng thể | Tổng thể | Tổng thể | Tổng thể | Tổng thể | Tổng thể | Sân nhà | Sân nhà | Sân nhà | Sân nhà | Sân nhà | Sân nhà | Sân khách | Sân khách | Sân khách | Sân khách | Sân khách | Sân khách |
| ST       | T        | H        | B        | BT       | BB       | HS       | Đ        | T       | H       | B       | BT      | BB      | HS      | T         | H         | B         | BT        | BB        | HS        |
| -------- | -------- | -------- | -------- | -------- | -------- | -------- | -------- | ------- | ------- | ------- | ------- | ------- | ------- | --------- | --------- | --------- | --------- | --------- | --------- |
| 46       | 18       | 10       | 18       | 75       | 65       | +10      | 64       | 11      | 5       | 7       | 42      | 25      | +17     | 7         | 5         | 11        | 33        | 40        | −7        |

Cập nhật lần cuối: 7 tháng 5 năm 2017.

Nguồn: Brentford F.C.

### Kết quả và thứ hạng theo từng vòng
| Vòng     | 1  | 2  | 3 | 4 | 5  | 6 | 7 | 8 | 9 | 10 | 11 | 12 | 13 | 14 | 15 | 16 | 17 | 18 | 19 | 20 | 21 | 22 | 23 | 24 | 25 | 26 | 27 | 28 | 29 | 30 | 31 | 32 | 33 | 34 | 35 | 36 | 37 | 38 | 39 | 40 | 41 | 42 | 43 | 44 | 45 | 46 |
| -------- | -- | -- | - | - | -- | - | - | - | - | -- | -- | -- | -- | -- | -- | -- | -- | -- | -- | -- | -- | -- | -- | -- | -- | -- | -- | -- | -- | -- | -- | -- | -- | -- | -- | -- | -- | -- | -- | -- | -- | -- | -- | -- | -- | -- |
| Sân      | A  | H  | H | A | H  | A | A | H | A | H  | H  | A  | A  | H  | A  | H  | A  | H  | A  | H  | A  | A  | H  | H  | A  | H  | A  | H  | H  | A  | A  | A  | H  | A  | A  | H  | H  | A  | H  | H  | A  | H  | A  | H  | A  | H  |
| Kết quả  | L  | W  | W | L | D  | W | D | W | L | W  | D  | L  | D  | L  | W  | L  | L  | L  | L  | W  | W  | L  | D  | D  | W  | L  | L  | W  | D  | L  | L  | W  | W  | D  | W  | L  | L  | W  | W  | W  | L  | W  | D  | W  | D  | L  |
| Thứ hạng | 17 | 12 | 6 | 8 | 14 | 8 | 8 | 6 | 9 | 5  | 7  | 9  | 8  | 11 | 11 | 12 | 14 | 16 | 18 | 15 | 14 | 14 | 14 | 15 | 14 | 15 | 15 | 13 | 13 | 15 | 15 | 14 | 13 | 14 | 12 | 14 | 14 | 14 | 12 | 12 | 12 | 11 | 11 | 9  | 10 | 10 |

### Trận đấu
Ngày 22 tháng 6 năm 2016, lịch thi đấu cho mùa giải tiếp theo được công bố.
| 6 tháng 8 năm 2016 1 | Huddersfield Town                      | 2-1      | Brentford                    | Huddersfield                                                                             |  |
| 15:00 BST            | Kachunga 50' · Hudson 71' · Palmer 79' | Chi tiết | McEachran 37' · Yennaris 77' | Sân vận động: Sân vận động John Smith Lượng khán giả: 18.479 Trọng tài: Geoff Eltringham |  |

| 13 tháng 8 năm 2016 2 | Brentford     | 2-0      | Ipswich Town | Brentford, Luân Đôn                                                       |  |
| 15:00 BST             | Egan 48', 56' | Chi tiết | Webster 38'  | Sân vận động: Griffin Park Lượng khán giả: 10.089 Trọng tài: Steve Martin |  |

| 16 tháng 8 năm 2016 3 | Brentford                                      | 1-0      | Nottingham Forest                           | Brentford, Luân Đôn                                                       |  |
| 19:45 BST             | - Hogan 29' - Colin 60' - Egan 68' - Woods 71' | Chi tiết | - Mills 40' - Perquis 61' 88' - Pereira 84' | Sân vận động: Griffin Park Lượng khán giả: 10.004 Trọng tài: Tim Robinson |  |

| 20 tháng 8 năm 2016 4 | Rotherham United           | 1-0      | Brentford | Rotherham                                                                         |  |
| 15:00 BST             | - Ward 32' - Smallwood 70' | Chi tiết | Colin 75' | Sân vận động: Sân vận động New York Lượng khán giả: 8.367 Trọng tài: James Adcock |  |

| 27 tháng 8 năm 2016 5 | Brentford                                     | 1-1      | Sheffield Wednesday                | Brentford, Luân Đôn                                                      |  |
| 15:00 BST             | - Vibe 54' 41' 88' - Sawyers 52' - Dean 90+5' | Chi tiết | - Jones 61' 73' - Hutchinson 90+3' | Sân vận động: Griffin Park Lượng khán giả: 9.677 Trọng tài: Peter Bankes |  |

| 10 tháng 9 năm 2016 6 | Brighton & Hove Albion                                             | 0-2      | Brentford                               | Brighton                                                                       |  |
| 15:00 BST             | - Knockaert 32' - Hemed 45+2' - Bong 60' - Manu 63' - Stephens 75' | Chi tiết | - Woods 26' - Hogan 29', 70' - Egan 43' | Sân vận động: Sân vận động Amex Lượng khán giả: 26.388 Trọng tài: Scott Duncan |  |

| 14 tháng 9 năm 2016 7 | Aston Villa                               | 1-1      | Brentford                          | Birmingham                                                                |  |
| 19:45 BST             | - Kodjia 19' - Bacuna 86' - Jedinak 90+4' | Chi tiết | - Colin 41' - Woods 70' - Egan 88' | Sân vận động: Villa Park Lượng khán giả: 29.752 Trọng tài: Jeremy Simpson |  |

| 17 tháng 9 năm 2016 8 | Brentford                                              | 5-0      | Preston North End               | Brentford, Luân Đôn                                                      |  |
| 15:00 BST             | - Hogan 34', 84', 87' - Dean 74' - Humphrey 85' (l.n.) | Chi tiết | - Cunningham 64' - Humphrey 81' | Sân vận động: Griffin Park Lượng khán giả: 9.920 Trọng tài: Keith Stroud |  |

| 24 tháng 9 năm 2016 9 | Wolverhampton Wanderers                                   | 3-1      | Brentford                                                     | Wolverhampton                                                                     |  |
| 15:00 BST             | João Teixeira 47', 57' · Saïss 74' · Ivan Cavaleiro 90+3' | Chi tiết | Colin 35' · Sawyers 37' · Kaikai 67' · Dean 76' · Woods 90+4' | Sân vận động: Sân vận động Molineux Lượng khán giả: 20.637 Trọng tài: Andy Davies |  |

| 27 tháng 9 năm 2016 10 | Brentford                                                                                               | 4-1      | Reading                                                 | Brentford, Luân Đôn                                                         |  |
| 19:45 BST              | - Dean 5' - McCormack 19' - Clarke 41' - Vibe 44' - Colin 58' - Bjelland 69' - Yennaris 81' - Hogan 86' | Chi tiết | - van den Berg 16' - Swift 19' - Kermorgant 64' (ph.đ.) | Sân vận động: Griffin Park Lượng khán giả: 9.679 Trọng tài: Oliver Langford |  |

| 1 tháng 10 năm 2016 11 | Brentford                               | 0-0      | Wigan Athletic                            | Brentford, Luân Đôn                                                      |  |
| 15:00 BST              | - McCormack 36' - Dean 85' - Egan 90+4' | Chi tiết | - Buxton 40' - Warnock 74' - Powell 90+3' | Sân vận động: Griffin Park Lượng khán giả: 9.547 Trọng tài: Andy Woolmer |  |

| 15 tháng 10 năm 2016 12 | Newcastle United                                                     | 3-1      | Brentford                                        | Newcastle                                                                   |  |
| 15:00 BST               | - Clark 11' - Gayle 16', 49' - Gouffran 26' - Colback 38' - Atsu 42' | Chi tiết | - Dean 24' - Hogan 52' - Sawyers 72' - Woods 73' | Sân vận động: St James' Park Lượng khán giả: 51.885 Trọng tài: Simon Hooper |  |

| 18 tháng 10 năm 2016 13 | Derby County | 0-0      | Brentford | Derby                                                                          |  |
| 19:45 BST               | Bryson 67'   | Chi tiết | Hogan 60' | Sân vận động: Sân vận động iPro Lượng khán giả: 26.707 Trọng tài: Scott Duncan |  |

| 23 tháng 10 năm 2016 14 | Brentford                     | 0-2      | Barnsley                                                              | Brentford, Luân Đôn                                                          |  |
| 15:00 BST               | - Hogan 45+2' - McEachran 66' | Chi tiết | - Armstrong 29' - Winnall 45+1' 67' - MacDonald 45+2' - Hourihane 81' | Sân vận động: Griffin Park Lượng khán giả: 10.417 Trọng tài: James Lilington |  |

| 28 tháng 10 năm 2016 15 | Queens Park Rangers        | 0-2      | Brentford                            | Shepherd's Bush, Luân Đôn                                                             |  |
| 19:45 BST               | - Borysiuk 18' - Chery 74' | Chi tiết | - Dean 6' - Clarke 42' - Sawyers 74' | Sân vận động: Sân vận động Loftus Road Lượng khán giả: 16.888 Trọng tài: James Adcock |  |

| 4 tháng 11 năm 2016 16 | Brentford                            | 0-2      | Fulham                                   | Brentford                                                                 |  |
| 19:45 GMT              | Dean 83' · Bjelland 89' · Vibe 90+5' | Chi tiết | McDonald 27' · Aluko 36' · Cairney 90+2' | Sân vận động: Griffin Park Lượng khán giả: 12.052 Trọng tài: Tim Robinson |  |

| 19 tháng 11 năm 2016 17 | Blackburn Rovers                                                                   | 3-2      | Brentford                                     | Blackburn                                                                 |  |
| 15:00 GMT               | - Graham 15', 20' (ph.đ.) - Conway 27' - Dean 38' (l.n.) - Lowe 59' - Marshall 66' | Chi tiết | - Hogan 1', 30' - Bjelland 18' - Yennaris 66' | Sân vận động: Ewood Park Lượng khán giả: 10.506 Trọng tài: Chris Kavanagh |  |

| 26 tháng 11 năm 2016 18 | Brentford                            | 1-2      | Birmingham City                                                 | Brentford                                                                |  |
| 15:00 GMT               | - Bentley 13' - Egan 20' - Hogan 77' | Chi tiết | - Donaldson 13' (pen) - Cotterill 48' - Shotton 63' - Davis 80' | Sân vận động: Griffin Park Lượng khán giả: 10.925 Trọng tài: Andy Madley |  |

| 3 tháng 12 năm 2016 19 | Norwich City                                                                        | 5-0      | Brentford | Norwich                                                                      |  |
| 15:00 GMT              | - Murphy 6' - Dorrans 16' - Naismith 44' - Brady 59' - Oliveira 79' - Pritchard 88' | Chi tiết |           | Sân vận động: Carrow Road Lượng khán giả: 26.076 Trọng tài: Geoff Eltringham |  |

| 10 tháng 12 năm 2016 20 | Brentford                                                                                      | 2-1      | Burton Albion                                                            | Brentford                                                               |  |
| 15:00 GMT               | - Hogan 11', 53' - McEachran 57' - Colin 62' - Bjelland 90+4' - Yennaris 90+7' - Sawyers 90+7' | Chi tiết | - Ward 27' - Irvine 66' - Mousinho 72' - McLaughlin 90+7' - Turner 90+7' | Sân vận động: Griffin Park Lượng khán giả: 9.035 Trọng tài: David Coote |  |

| 13 tháng 12 năm 2016 21 | Bristol City              | 0-1      | Brentford   | Bristol                                                                               |  |
| 19:45 GMT               | - Đếnmlin 73' - Smith 87' | Chi tiết | - Colin 69' | Sân vận động: Sân vận động Ashton Gate Lượng khán giả: 16.444 Trọng tài: Andy Woolmer |  |

| 18 tháng 12 năm 2016 22 | Leeds United      | 1-0      | Brentford  | Leeds                                                                   |  |
| 15:00 GMT               | - Bartley 51' 89' | Chi tiết | - Egan 74' | Sân vận động: Elland Road Lượng khán giả: 25.134 Trọng tài: Darren Bond |  |

| 26 tháng 12 năm 2016 23 | Brentford                                               | 2-2      | Cardiff City                                              | Brentford                                                                 |  |
| 13:00 GMT               | Bjelland 23' · Hogan 73' · Dean 75' · Kaikai 83', 90+1' | Chi tiết | Whittingham 24' (ph.đ.) 31' · Gunnarsson 73' · Zohore 89' | Sân vận động: Griffin Park Lượng khán giả: 11.098 Trọng tài: Simon Hooper |  |

| 31 tháng 12 năm 2016 24 | Brentford                               | 0-0      | Norwich City             | Brentford                                                                   |  |
| 17:30 GMT               | McEachran 32' · Barbet 87' · Dean 90+3' | Chi tiết | Brady 80' · Tettey 90+5' | Sân vận động: Griffin Park Lượng khán giả: 9.377 Trọng tài: Oliver Langford |  |

| 2 tháng 1 năm 2017 25 | Birmingham City                             | 1-3      | Brentford                                                               | Birmingham                                                               |  |
| 15:00 GMT             | - Jutkiewicz 23' - Tesche 32' - Shotton 57' | Chi tiết | - Bjelland 16' - Hogan 54' - Egan 67' - Davis 73' (l.n.) - Yennaris 87' | Sân vận động: St Andrew's Lượng khán giả: 18.030 Trọng tài: James Adcock |  |

| 14 tháng 1 năm 2017 26 | Brentford    | 1-2      | Newcastle United                     | Brentford                                                                   |  |
| 15:00 GMT              | Vibe 52' 81' | Chi tiết | Gayle 20' · Dummett 31' · Murphy 79' | Sân vận động: Griffin Park Lượng khán giả: 11.435 Trọng tài: Chris Kavanagh |  |

| 21 tháng 1 năm 2017 27 | Wigan Athletic                                | 1-2      | Brentford  | Wigan                                                                        |  |
| 15:00 GMT              | - Morsy 28' - Dean 32' (l.n.) - MacDonald 36' | Chi tiết | - Jota 86' | Sân vận động: Sân vận động DW Lượng khán giả: 10.244 Trọng tài: James Adcock |  |

| 31 tháng 1 năm 2017 28 | Brentford                         | 3-0      | Aston Villa   | Brentford, Luân Đôn                                                      |  |
| 19:45 GMT              | - Vibe 25' 65' - Yennaris 33' 38' | Chi tiết | Hourihane 74' | Sân vận động: Griffin Park Lượng khán giả: 10.016 Trọng tài: David Coote |  |

| 5 tháng 2 năm 2017 29 | Brentford                                                                 | 3-3      | Brighton & Hove Albion                                          | Brentford, Luân Đôn                                                         |  |
| 15:00 GMT             | Jota 15' · Dean 22' · Vibe 57' · McEachran 64' · Kerschbaumer 90+2' 90+4' | Chi tiết | Sidwell 64' · March 75' · Duffy 78' · Bruno 90+6' · Hemed 90+7' | Sân vận động: Griffin Park Lượng khán giả: 10.433 Trọng tài: Jeremy Simpson |  |

| 11 tháng 2 năm 2017 30 | Preston North End                            | 4-2      | Brentford                                 | Preston                                                                  |  |
| 15:00 GMT              | McGeady 18', 76' · Robinson 52' · Horgan 77' | Chi tiết | Field 12' · Colin 29' 89' · McEachran 57' | Sân vận động: Deepdale Lượng khán giả: 10.130 Trọng tài: Tony Harrington |  |

| 14 tháng 2 năm 2017 31 | Reading                                                    | 3-2      | Brentford                                         | Reading                                                                            |  |
| 20:00 GMT              | - Swift 22' - Williams 77' 82' - Beerens 81' - Mutch 90+4' | Chi tiết | - Canós 55' - Jota 57' 63' - Vibe 66' - Woods 72' | Sân vận động: Sân vận động Madejski Lượng khán giả: 15.710 Trọng tài: Keith Stroud |  |

| 21 tháng 2 năm 2017 32 | Sheffield Wednesday  | 1-2      | Brentford                                              | Sheffield                                                                |  |
| 19:45 GMT              | Forestieri 41' 90+3' | Chi tiết | Egan 35' · Dean 44' 90+4' · Sawyers 76' · Yennaris 84' | Sân vận động: Hillsborough Lượng khán giả: 25.014 Trọng tài: Darren Bond |  |

| 25 tháng 2 năm 2017 33 | Brentford                                 | 4-2      | Rotherham United                          | Brentford, Luân Đôn                                                     |  |
| 15:00 GMT              | - Jota 13' 90+2' 90+5' - Yennaris 34' 78' | Chi tiết | - Taylor 16' - Forde 60' 87' - Belaïd 67' | Sân vận động: Griffin Park Lượng khán giả: 9.918 Trọng tài: Andy Davies |  |

| 4 tháng 3 năm 2017 34 | Ipswich Town | 1-1      | Brentford    | Ipswich                                                                   |  |
| 15:00 GMT             | Huws 26'     | Chi tiết | Yennaris 44' | Sân vận động: Portman Road Lượng khán giả: 15.863 Trọng tài: Scott Duncan |  |

| 7 tháng 3 năm 2017 35 | Nottingham Forest                                 | 2-3      | Brentford                            | West Bridgford                                                           |  |
| 15:00 GMT             | Ward 38' · Cash 66' · Brereton 82' · Clough 90+3' | Chi tiết | Vibe 17', 55' · Henry 63' · Jota 68' | Sân vận động: City Ground Lượng khán giả: 16.903 Trọng tài: Tim Robinson |  |

| 11 tháng 3 năm 2017 36 | Brentford | 0-1      | Huddersfield Town | Brentford, Luân Đôn                                                          |  |
| 15:00 GMT              | Dean 38'  | Chi tiết | van La Parra 28'  | Sân vận động: Griffin Park Lượng khán giả: 11.278 Trọng tài: Oliver Langford |  |

| 15 tháng 3 năm 2017 37 | Brentford                        | 1-2      | Wolverhampton Wanderers             | Brentford, Luân Đôn                                                      |  |
| 19:45 GMT              | Colin 31' · Egan 34' · Canós 51' | Chi tiết | Batth 74' · Doherty 86' · Costa 89' | Sân vận động: Griffin Park Lượng khán giả: 8.732 Trọng tài: Keith Stroud |  |

| 18 tháng 3 năm 2017 38 | Burton Albion                  | 3-5      | Brentford                                     | Burton upon Trent                                                               |  |
| 15:00 GMT              | Sordell 21', 23' · Woodrow 41' | Chi tiết | Canós 10', 61' · Vibe 51', 85' · Jota 67' 86' | Sân vận động: Sân vận động Pirelli Lượng khán giả: 4.549 Trọng tài: Andy Madley |  |

| 1 tháng 4 năm 2017 39 | Brentford            | 2-0      | Bristol City           | Brentford, Luân Đôn                                                       |  |
| 15:00 BST             | Canós 18' · Vibe 26' | Chi tiết | Bryan 12' · O'Neil 35' | Sân vận động: Griffin Park Lượng khán giả: 11.360 Trọng tài: Simon Hooper |  |

| 4 tháng 4 năm 2017 40 | Brentford                                  | 2-0      | Leeds United | Brentford, Luân Đôn                                                      |  |
| 19:45 BST             | Sawyers 18' 84' · Vibe 34' · McCormack 74' | Chi tiết |              | Sân vận động: Griffin Park Lượng khán giả: 10.759 Trọng tài: David Coote |  |

| 8 tháng 4 năm 2017 41 | Cardiff City                                     | 2-1      | Brentford | Cardiff                                                                               |  |
| 15:00 BST             | Whittingham 39' 76' · Morrison 47' · Hoilett 88' | Chi tiết | Canós 42' | Sân vận động: Sân vận động Cardiff City Lượng khán giả: 15.861 Trọng tài: Darren Bond |  |

| 14 tháng 4 năm 2017 42 | Brentford                                              | 4-0      | Derby County                         | Brentford, Luân Đôn                                                       |  |
| 15:00 BST              | Vibe 32', 82' · Woods 51' · Barbet 61' · Jota 70', 90' | Chi tiết | Baird 31' · Johnson 50' · Olsson 72' | Sân vận động: Griffin Park Lượng khán giả: 11.133 Trọng tài: Tim Robinson |  |

| 17 tháng 4 năm 2017 43 | Barnsley                    | 1-1      | Brentford                | Barnsley                                                             |  |
| 15:00 BST              | Watkins 28' · MacDonald 60' | Chi tiết | Jozefzoon 41' · Jota 47' | Sân vận động: Oakwell Lượng khán giả: 13.935 Trọng tài: Robert Jones |  |

| 22 tháng 4 năm 2017 44 | Brentford                              | 3-1      | Queens Park Rangers                      | Brentford, Luân Đôn                                                       |  |
| 15:00 BST              | Barbet 31' · Jota 60' (ph.đ.), 64' 65' | Chi tiết | Tự doman 42' · Perch 47' · Lynch 60' 62' | Sân vận động: Griffin Park Lượng khán giả: 11.888 Trọng tài: James Adcock |  |

| 29 tháng 4 năm 2017 45 | Fulham                             | 1-1      | Brentford    | Fulham, Luân Đôn                                                           |  |
| 15:00 BST              | Cairney 8' 45'+2' · Johansen 90+2' | Chi tiết | Yennaris 34' | Sân vận động: Craven Cottage Lượng khán giả: 24.594 Trọng tài: Darren Bond |  |

| 7 tháng 5 năm 2017 46 | Brentford               | 1-3      | Blackburn Rovers                                   | Brentford, Luân Đôn                                                          |  |
| 12:00 BST             | Vibe 56' · Dean 78' 83' | Chi tiết | Mulgrew 10' · Guthrie 16' · Conway 78' 83' (ph.đ.) | Sân vận động: Griffin Park Lượng khán giả: 11.969 Trọng tài: Tony Harrington |  |

## League Cup
Ngày 22 tháng 6 năm 2015, Brentford thất bại 1-0 trước Exeter City ở Vòng Một của Cúp EFL.
| 9 tháng 8 năm 2016 Vòng Một | Exeter City       | 1-0 (s.h.p.) | Brentford                              | Exeter                                                                     |  |
| 19:45 BST                   | - Harley 78' 100' | Chi tiết     | - Woods 54' - Saunders 56' - Field 75' | Sân vận động: St James Park Lượng khán giả: 2.633 Trọng tài: Kevin Johnson |  |

## Cúp FA
| 7 tháng 1 năm 2017 Vòng Ba | Brentford                                                                     | 5-1      | Eastleigh                           | Brentford, Luân Đôn                                                      |  |
| 15:00 GMT                  | Barbet 9' (ph.đ.) · Field 17', 38' · Vibe 23' · McEachran 31' · Sawyers 45+2' | Chi tiết | Stack 6' · Obileye 29' · Reason 43' | Sân vận động: Griffin Park Lượng khán giả: 7.537 Trọng tài: Peter Bankes |  |

| 28 tháng 1 năm 2017 Vòng Bốn | Chelsea                                                                 | 4-0      | Brentford   | Fulham, Luân Đôn                                                               |  |
| 15:00 GMT                    | - Willian 14' - Pedro 21' - Ivanović 69' - Batshuayi 81' - Chalobah 89' | Chi tiết | - Colin 55' | Sân vận động: Stamford Bridge Lượng khán giả: 41.042 Trọng tài: Michael Oliver |  |

## Đội hình đội một
Tuổi của cầu thủ tính đến ngày bắt đầu của mùa giải 2016-17.
| Số áo                        | Tên                     | Quốc tịch            | Vị trí       | Ngày sinh (tuổi)            | Kí hợp đồng từ        | Năm kí hợp đồng | Ghi chú                             |
| Thủ môn                      | Thủ môn                 | Thủ môn              | Thủ môn      | Thủ môn                     | Thủ môn               | Thủ môn         | Thủ môn                             |
| ---------------------------- | ----------------------- | -------------------- | ------------ | --------------------------- | --------------------- | --------------- | ----------------------------------- |
| 1                            | Daniel Bentley          | Anh                  | GK           | 13 tháng 7, 1993 (23 tuổi)  | Southend United       | 2016            |                                     |
| 16                           | Jack Bonham             | Cộng hòa Ireland     | GK           | 14 tháng 9, 1993 (22 tuổi)  | Watford               | 2013            |                                     |
| 34                           | Dominic Kurasik         | Úc                   | GK           | 4 tháng 11, 1996 (19 tuổi)  | Stoke City            | 2016            |                                     |
| 37                           | Ellery Balcombe         | Anh                  | GK           | 15 tháng 10, 1999 (16 tuổi) | Học viện              | 2016            |                                     |
| Hậu vệ                       |                         |                      |              |                             |                       |                 |                                     |
| 2                            | Maxime Colin            | Pháp                 | RB           | 15 tháng 11, 1991 (24 tuổi) | RSC Anderlecht        | 2015            |                                     |
| 5                            | Andreas Bjelland        | Đan Mạch             | CB / LB      | 11 tháng 7, 1988 (28 tuổi)  | FC Twente             | 2015            |                                     |
| 6                            | Harlee Dean             | Anh                  | CB           | 26 tháng 7, 1991 (25 tuổi)  | Southampton           | 2012            |                                     |
| 14                           | John Egan               | Cộng hòa Ireland     | CB           | 20 tháng 10, 1992 (23 tuổi) | Gillingham            | 2016            |                                     |
| 22                           | Rico Henry              | Anh                  | LB           | 8 tháng 7, 1997 (19 tuổi)   | Walsall               | 2016            |                                     |
| 29                           | Yoann Barbet            | Pháp                 | CB / LB      | 10 tháng 5, 1993 (23 tuổi)  | Chamois Niortais      | 2015            |                                     |
| 30                           | Tom Field               | Cộng hòa Ireland     | LB           | 14 tháng 3, 1997 (19 tuổi)  | Học viện              | 2015            |                                     |
| 35                           | Ilias Chatzitheodoridis | Hy Lạp               | LB           | 5 tháng 11, 1997 (18 tuổi)  | Arsenal               | 2016            |                                     |
| 36                           | Manny Onariase          | Anh                  | CB           | 21 tháng 10, 1996 (19 tuổi) | West Ham United       | 2016            | Cho mượn đến Cheltenham Town        |
| 38                           | Chris Mepham            | Wales                | CB           | 5 tháng 11, 1997 (18 tuổi)  | Học viện              | 2016            |                                     |
| Tiền vệ                      |                         |                      |              |                             |                       |                 |                                     |
| 4                            | Lewis Macleod           | Scotland             | LM / AM      | 16 tháng 6, 1994 (22 tuổi)  | Rangers               | 2015            |                                     |
| 8                            | Nico Yennaris           | Trung Quốc           | CM           | 24 tháng 5, 1993 (23 tuổi)  | Arsenal               | 2014            |                                     |
| 10                           | Josh McEachran          | Anh                  | CM           | 1 tháng 3, 1993 (23 tuổi)   | Chelsea               | 2015            |                                     |
| 12                           | Alan McCormack          | Cộng hòa Ireland     | CM / RB      | 10 tháng 1, 1984 (32 tuổi)  | Swindon Town          | 2013            |                                     |
| 15                           | Ryan Woods              | Anh                  | CM           | 13 tháng 12, 1993 (22 tuổi) | Shrewsbury Town       | 2015            |                                     |
| 17                           | Konstantin Kerschbaumer | Áo                   | CM / AM      | 1 tháng 7, 1992 (24 tuổi)   | Admira Wacker Mödling | 2015            |                                     |
| 18                           | Alan Judge              | Cộng hòa Ireland     | AM / LM      | 11 tháng 11, 1988 (27 tuổi) | Blackburn Rovers      | 2014            |                                     |
| 19                           | Romaine Sawyers         | Saint Kitts và Nevis | AM / CM      | 2 tháng 11, 1991 (24 tuổi)  | Walsall               | 2016            |                                     |
| 20                           | Josh Clarke             | Anh                  | RW / RB      | 5 tháng 7, 1994 (22 tuổi)   | Học viện              | 2013            |                                     |
| 23                           | Jota                    | Tây Ban Nha          | AM / RM      | 16 tháng 6, 1991 (25 tuổi)  | Celta de Vigo         | 2014            | Cho mượn đến SD Eibar               |
| 24                           | Akaki Gogia             | Đức                  | AM / LM      | 18 tháng 1, 1992 (24 tuổi)  | Hallescher FC         | 2015            | Cho mượn đến Dynamo Dresden         |
| 31                           | Jan Holldack            | Đức                  | CM / CB / RB | 11 tháng 5, 1996 (20 tuổi)  | 1. FC Köln            | 2015            | Cho mượn đến Wuppertaler SV         |
| 32                           | Reece Cole              | Anh                  | CM           | 17 tháng 2, 1998 (18 tuổi)  | Học viện              | 2016            |                                     |
| 39                           | Zain Westbrooke         | Anh                  | CM           | 28 tháng 10, 1996 (19 tuổi) | Học viện              | 2015            |                                     |
| 47                           | Sergi Canós             | Tây Ban Nha          | RW / LW      | 2 tháng 2, 1997 (19 tuổi)   | Norwich City          | 2017            |                                     |
| Forwards                     |                         |                      |              |                             |                       |                 |                                     |
| 7                            | Florian Jozefzoon       | Hà Lan               | RW / LW      | 9 tháng 2, 1991 (25 tuổi)   | PSV Eindhoven         | 2017            |                                     |
| 11                           | Philipp Hofmann         | Đức                  | ST           | 30 tháng 3, 1993 (23 tuổi)  | 1. FC Kaiserslautern  | 2015            |                                     |
| 21                           | Lasse Vibe              | Đan Mạch             | ST / RW      | 22 tháng 2, 1987 (29 tuổi)  | IFK Göteborg          | 2015            |                                     |
| 33                           | Justin Shaibu           | Đan Mạch             | ST           | 28 tháng 10, 1997 (18 tuổi) | HB Køge               | 2016            |                                     |
| Cầu thủ rời đi giữa mùa giải |                         |                      |              |                             |                       |                 |                                     |
| 3                            | Callum Elder            | Úc                   | LB           | 27 tháng 1, 1995 (21 tuổi)  | Leicester City        | 2016            | Trở lại Leicester City sau khi mượn |
| 7                            | Sam Saunders            | Anh                  | RM           | 29 tháng 8, 1983 (32 tuổi)  | Dagenham & Redbridge  | 2009            | Chuyển đến Wycombe Wanderers        |
| 9                            | Scott Hogan             | Cộng hòa Ireland     | ST           | 13 tháng 4, 1992 (24 tuổi)  | Rochdale              | 2014            | Chuyển đến Aston Villa              |
| 25                           | Sullay Kaikai           | Anh                  | RM / LM      | 26 tháng 8, 1995 (20 tuổi)  | Crystal Palace        | 2016            | Trở lại Crystal Palace sau khi mượn |
| 26                           | Emmanuel Ledesma        | Argentina            | AM / LM / RM | 24 tháng 5, 1988 (28 tuổi)  | Rotherham United      | 2016            | Giải phóng hợp đồng                 |

Nguồn: soccerbase.com

In nghiêng: biểu thị cầu thủ không còn trong đội

## Ban huấn luyện
Cập nhật gần đây nhất 8 tháng 12 năm 2016
|                    | Chức vụ                          |
| ------------------ | -------------------------------- |
| Dean Smith         | Huấn luyện viên trưởng           |
| Richard O'Kelly    | Trợ lý Huấn luyện viên trưởng    |
| Thomas Frank       | Trợ lý Huấn luyện viên trưởng    |
| Bartek Sylwestrzak | Huấn luyện viên kĩ thuật         |
| Trống              | Performance Psychologist         |
| Simon Royce        | Huấn luyện viên thủ môn          |
| Luke Stopforth     | Trưởng bộ phận Phân tích         |
| Daryl Martin       | Bác sĩ vật lý trị liệu           |
| Richard Clarke     | Bác sĩ vật lý trị liệu           |
| Chris Haslam       | Trưởng Bộ phận Hiệu suất Thể lực |
| Đếnm Perryman      | Conditioning Coach               |
| James Purdue       | Conditioning Coach               |
| Neil Greig         | Trưởng bộ phận Y tế              |
| Bob Oteng          | Kit Logistics Manager            |

## Trang phục
Ngày 22 tháng Bảy, trang phục cho mùa giải 2016-17 được tiết lộ. Nhà tài trợ trang phục thay đổi từ matchbook.com, nhà tài trợ mùa giải trước, thành 888sport, một công ty làm sách trực tuyến. Adidas vẫn là nhà cung cấp trang phục thi đấu.
Nhà cung cấp: adidas
Nhà tài trợ: 888sport, Đại học Tây Luân Đôn

| Sân nhà | Sân khách | Sân khách Alt. | Third | Goalkeeper 1 | Goalkeeper 2 |

Nguồn: brentfordfc.co.uk

## Thống kê

### Số trận và bàn thắng

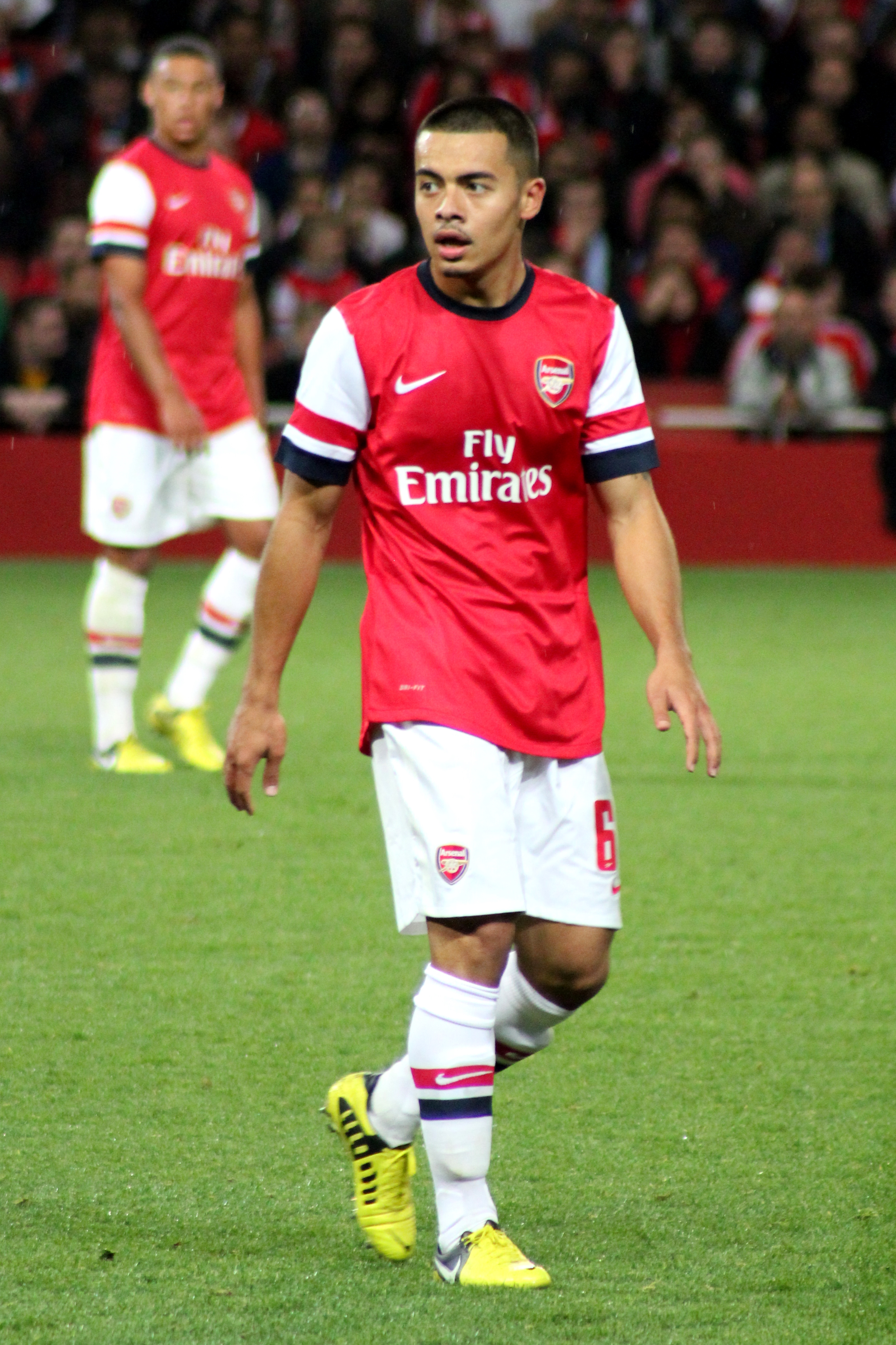
Nico Yennaris xuất hiện trong mỗi trận đấu của Brentford mùa giải này.

Cập nhật gần đây nhất 7 tháng 5 năm 2017
| Số | VT | QT                   | Cầu thủ                 | Tổng số | Tổng số | Championship | Championship | Cúp FA | Cúp FA | League Cup | League Cup |
| Số | VT | QT                   | Cầu thủ                 | Trận    | Bàn     | Trận         | Bàn          | Trận   | Bàn    | Trận       | Bàn        |
| -- | -- | -------------------- | ----------------------- | ------- | ------- | ------------ | ------------ | ------ | ------ | ---------- | ---------- |
| 1  | TM | Anh                  | Daniel Bentley          | 47      | 0       | 45+0         | 0            | 2+0    | 0      | 0+0        | 0          |
| 2  | HV | Pháp                 | Maxime Colin            | 40      | 4       | 38+0         | 4            | 2+0    | 0      | 0+0        | 0          |
| 4  | TV | Scotland             | Lewis Macleod           | 13      | 0       | 10+3         | 0            | 0+0    | 0      | 0+0        | 0          |
| 5  | HV | Đan Mạch             | Andreas Bjelland        | 29      | 0       | 25+3         | 0            | 1+0    | 0      | 0+0        | 0          |
| 6  | HV | Anh                  | Harlee Dean             | 45      | 3       | 42+0         | 3            | 2+0    | 0      | 1+0        | 0          |
| 7  | TV | Hà Lan               | Florian Jozefzoon       | 19      | 1       | 6+13         | 1            | 0+0    | 0      | 0+0        | 0          |
| 8  | TV | Trung Quốc           | Nico Yennaris           | 49      | 6       | 39+7         | 6            | 2+0    | 0      | 1+0        | 0          |
| 10 | TV | Anh                  | Josh McEachran          | 29      | 0       | 14+13        | 0            | 2+0    | 0      | 0+0        | 0          |
| 11 | TĐ | Đức                  | Philipp Hofmann         | 11      | 0       | 0+10         | 0            | 0+0    | 0      | 1+0        | 0          |
| 12 | TV | Cộng hòa Ireland     | Alan McCormack          | 12      | 0       | 2+9          | 0            | 0+0    | 0      | 1+0        | 0          |
| 14 | HV | Cộng hòa Ireland     | John Egan               | 37      | 4       | 34+0         | 4            | 2+0    | 0      | 1+0        | 0          |
| 15 | TV | Anh                  | Ryan Woods              | 45      | 0       | 42+0         | 0            | 2+0    | 0      | 0+1        | 0          |
| 16 | TM | Cộng hòa Ireland     | Jack Bonham             | 2       | 0       | 1+0          | 0            | 0+0    | 0      | 1+0        | 0          |
| 17 | TV | Áo                   | Konstantin Kerschbaumer | 21      | 1       | 9+11         | 1            | 0+1    | 0      | 0+0        | 0          |
| 18 | TV | Cộng hòa Ireland     | Alan Judge              | 0       | 0       | 0+0          | 0            | 0+0    | 0      | 0+0        | 0          |
| 19 | TV | Saint Kitts và Nevis | Romaine Sawyers         | 45      | 3       | 39+4         | 2            | 2+0    | 1      | 0+0        | 0          |
| 20 | TV | Anh                  | Josh Clarke             | 32      | 2       | 19+11        | 2            | 0+1    | 0      | 1+0        | 0          |
| 21 | TĐ | Đan Mạch             | Lasse Vibe              | 36      | 16      | 30+4         | 15           | 2+0    | 1      | 0+0        | 0          |
| 22 | HV | Anh                  | Rico Henry              | 12      | 0       | 12+0         | 0            | 0+0    | 0      | 0+0        | 0          |
| 23 | TV | Tây Ban Nha          | Jota                    | 23      | 12      | 19+2         | 12           | 0+2    | 0      | 0+0        | 0          |
| 29 | HV | Pháp                 | Yoann Barbet            | 24      | 2       | 14+8         | 1            | 2+0    | 1      | 0+0        | 0          |
| 30 | HV | Cộng hòa Ireland     | Tom Field               | 17      | 3       | 13+2         | 1            | 1+0    | 2      | 1+0        | 0          |
| 31 | TV | Đức                  | Jan Holldack            | 1       | 0       | 0+0          | 0            | 0+0    | 0      | 1+0        | 0          |
| 32 | TV | Anh                  | Reece Cole              | 1       | 0       | 0+1          | 0            | 0+0    | 0      | 0+0        | 0          |
| 33 | TĐ | Đan Mạch             | Justin Shaibu           | 5       | 0       | 0+4          | 0            | 0+0    | 0      | 0+1        | 0          |
| 34 | TM | Úc                   | Dominic Kurasik         | 0       | 0       | 0+0          | 0            | 0+0    | 0      | 0+0        | 0          |
| 35 | HV | Hy Lạp               | Ilias Chatzitheodoridis | 0       | 0       | 0+0          | 0            | 0+0    | 0      | 0+0        | 0          |
| 36 | HV | Anh                  | Manny Onariase          | 0       | 0       | 0+0          | 0            | 0+0    | 0      | 0+0        | 0          |
| 37 | TM | Anh                  | Ellery Balcombe         | 0       | 0       | 0+0          | 0            | 0+0    | 0      | 0+0        | 0          |
| 38 | HV | Wales                | Chris Mepham            | 1       | 0       | 0+0          | 0            | 0+1    | 0      | 0+0        | 0          |
| 39 | TV | Anh                  | Zain Westbrooke         | 1       | 0       | 0+1          | 0            | 0+0    | 0      | 0+0        | 0          |
| 47 | TĐ | Tây Ban Nha          | Sergi Canós             | 18      | 4       | 13+5         | 4            | 0+0    | 0      | 0+0        | 0          |
| 3  | HV | Úc                   | Callum Elder            | 6       | 0       | 6+0          | 0            | 0+0    | 0      | 0+0        | 0          |
| 7  | TV | Anh                  | Sam Saunders            | 9       | 0       | 3+5          | 0            | 0+0    | 0      | 1+0        | 0          |
| 9  | TĐ | Cộng hòa Ireland     | Scott Hogan             | 27      | 14      | 25+0         | 14           | 0+1    | 0      | 0+1        | 0          |
| 25 | TV | Anh                  | Sullay Kaikai           | 18      | 3       | 6+12         | 3            | 0+0    | 0      | 0+0        | 0          |
| 26 | TV | Argentina            | Emmanuel Ledesma        | 2       | 0       | 0+1          | 0            | 0+0    | 0      | 1+0        | 0          |

Nguồn: brentfordfc.co.uk Lưu trữ ngày 10 tháng 4 năm 2017 tại Wayback Machine

In nghiêng: biểu thị cầu thủ không còn trong đội

### Cầu thủ ghi bàn

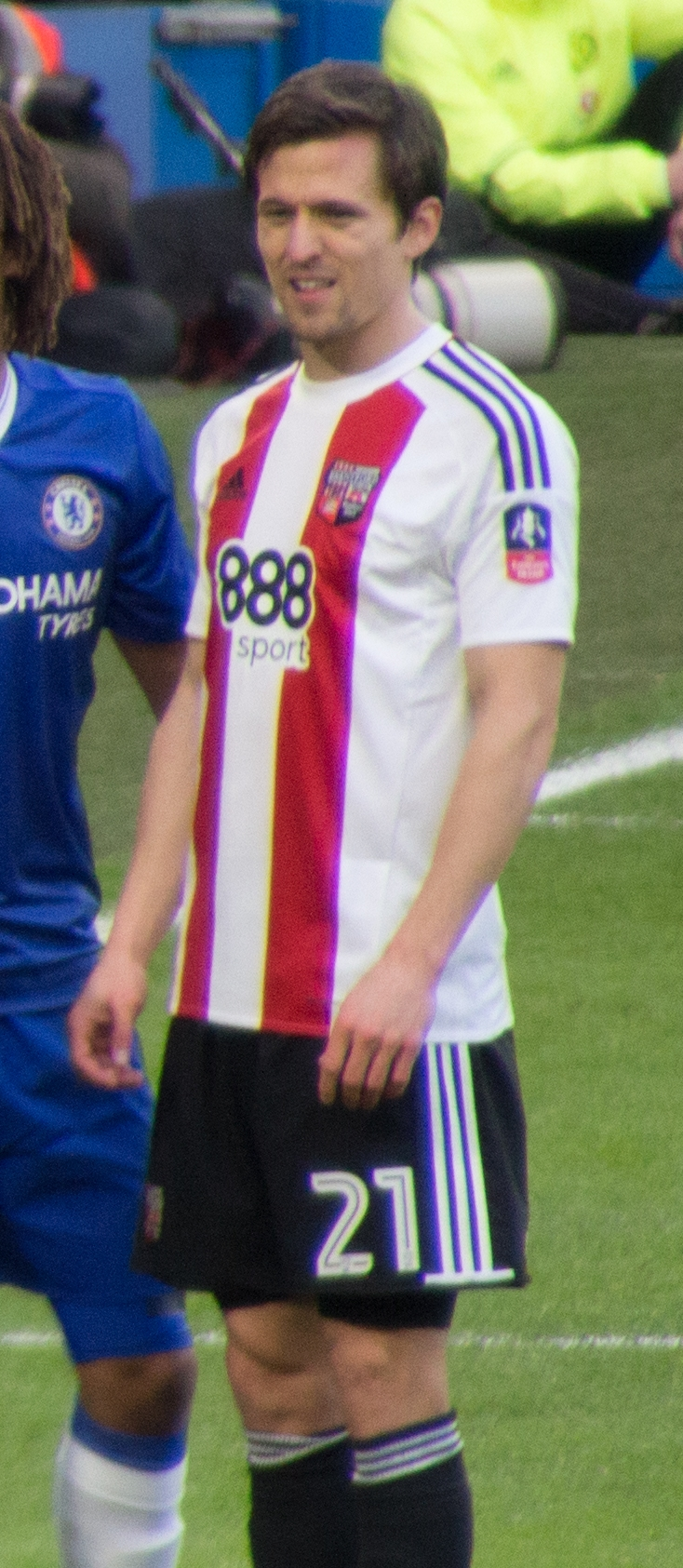
Lasse Vibe là vua phá lưới mùa giải này với 16 bàn thắng.

| Số áo. | Vị trí | Cầu thủ                 | Championship | Cúp FA | Cúp EFL | Tổng |
| ------ | ------ | ----------------------- | ------------ | ------ | ------- | ---- |
| 21     | FW     | Lasse Vibe              | 15           | 1      | 0       | 16   |
| 9      | FW     | Scott Hogan             | 14           | 0      | 0       | 14   |
| 23     | MF     | Jota                    | 12           | 0      | 0       | 12   |
| 8      | MF     | Nico Yennaris           | 6            | 0      | 0       | 6    |
| 2      | DF     | Maxime Colin            | 4            | 0      | 0       | 4    |
| 14     | DF     | John Egan               | 4            | 0      | 0       | 4    |
| 47     | FW     | Sergi Canós             | 4            | 0      | 0       | 4    |
| 6      | DF     | Harlee Dean             | 3            | 0      | 0       | 3    |
| 19     | MF     | Romaine Sawyers         | 2            | 1      | 0       | 3    |
| 25     | MF     | Sullay Kaikai           | 3            | 0      | 0       | 3    |
| 30     | DF     | Tom Field               | 1            | 2      | 0       | 3    |
| 20     | MF     | Josh Clarke             | 2            | 0      | 0       | 2    |
| 29     | DF     | Yoann Barbet            | 1            | 1      | 0       | 2    |
| 7      | MF     | Florian Jozefzoon       | 1            | 0      | 0       | 1    |
| 17     | MF     | Konstantin Kerschbaumer | 1            | 0      | 0       | 1    |
|        |        | Phản lưới               | 2            | 0      | 0       | 2    |
|        |        | Tổng                    | 75           | 5      | 0       | 80   |

Nguồn: brentfordfc.co.uk Lưu trữ ngày 10 tháng 4 năm 2017 tại Wayback Machine

In nghiêng: biểu thị cầu thủ không còn trong đội

### Thẻ phạt
Cập nhật gần đây nhất ngày 7 tháng 5 năm 2017
| Số áo. | Vị trí | Cầu thủ                 |    |   |
| ------ | ------ | ----------------------- | -- | - |
| 6      | DF     | Harlee Dean             | 12 | 1 |
| 21     | FW     | Lasse Vibe              | 3  | 1 |
| 15     | MF     | Ryan Woods              | 8  | 0 |
| 2      | DF     | Maxime Colin            | 7  | 0 |
| 10     | MF     | Josh McEachran          | 7  | 0 |
| 14     | DF     | John Egan               | 7  | 0 |
| 8      | MF     | Nico Yennaris           | 6  | 0 |
| 19     | MF     | Romaine Sawyers         | 6  | 0 |
| 5      | DF     | Andreas Bjelland        | 5  | 0 |
| 9      | FW     | Scott Hogan             | 3  | 0 |
| 12     | MF     | Alan McCormack          | 3  | 0 |
| 23     | MF     | Jota                    | 3  | 0 |
| 29     | DF     | Yoann Barbet            | 2  | 0 |
| 47     | FW     | Sergi Canós             | 2  | 0 |
| 1      | GK     | Daniel Bentley          | 1  | 0 |
| 7      | MF     | Sam Saunders            | 1  | 0 |
| 17     | MF     | Konstantin Kerschbaumer | 1  | 0 |
| 21     | FW     | Lasse Vibe              | 1  | 0 |
| 22     | DF     | Rico Henry              | 1  | 0 |
| 30     | DF     | Tom Field               | 1  | 0 |
|        |        | Tổng                    | 80 | 2 |

Nguồn: brentfordfc.co.uk Lưu trữ ngày 10 tháng 4 năm 2017 tại Wayback Machine

In nghiêng: biểu thị cầu thủ không còn trong đội

### Quản lý
| Tên        | Quốc tịch | Từ                   | Đến     | Mọi đấu trường | Mọi đấu trường | Mọi đấu trường | Mọi đấu trường | Mọi đấu trường | Giải quốc nội | Giải quốc nội | Giải quốc nội | Giải quốc nội | Giải quốc nội |
| Tên        | Quốc tịch | Từ                   | Đến     | P              | W              | D              | L              | W %            | P             | W             | D             | L             | W %           |
| ---------- | --------- | -------------------- | ------- | -------------- | -------------- | -------------- | -------------- | -------------- | ------------- | ------------- | ------------- | ------------- | ------------- |
| Dean Smith | Anh       | 30 tháng 11 năm 2015 | present | 49             | 19             | 10             | 20             | 038,78\|       | 46            | 18            | 10            | 18            | 039,13        |

### Tóm tắt
| Số trận thi đấu                   | 49 (46 Championship, 2 Cúp FA, 1 League Cup)                      |
| Số trận thắng                     | 19 (18 Championship, 1 Cúp FA, 0 League Cup)                      |
| Số trận hòa                       | 10 (10 Championship, 0 Cúp FA, 0 League Cup)                      |
| Số trận thua                      | 20 (18 Championship, 1 Cúp FA, 1 League Cup)                      |
| Số bàn thắng                      | 80 (75 Championship, 5 Cúp FA, 0 League Cup)                      |
| Số bàn thua                       | 71 (65 Championship, 5 Cúp FA, 1 League Cup)                      |
| Số trận sạch lưới                 | 13 (13 Championship, 0 Cúp FA, 0 League Cup)                      |
| Số thẻ vàng                       | 80 (75 Championship, 2 Cúp FA, 3 League Cup)                      |
| Số thẻ đỏ                         | 2 (2 Championship, 0 Cúp FA, 0 League Cup)                        |
| Thẻ phạt nhiều nhất               | (12 thẻ vàng và 1 red) Harlee Dean                                |
| Trận thắng giải quốc nội đậm nhất | 5-0 (vs Preston North End)                                        |
| Trận thua giải quốc nội đậm nhất  | 0-5 (vs Norwich City)                                             |
| Số lần ra sân nhiều nhất          | 49 Nico Yennaris                                                  |
| Vua phá lưới (giải quốc nội)      | 15 Lasse Vibe                                                     |
| Vua phá lưới (mọi đấu trường)     | 16 Lasse Vibe                                                     |
| Hat-trick                         | 2 Scott Hogan (vs Preston North End) & Jota (vs Rotherham United) |